# M62 (autoestrada)

Mapa da M62

A autoestrada M62 é uma autoestrada que liga as cidades de Liverpool e Kingston upon Hull, através de Manchester e Leeds, no Reino Unido. 